# Трубицын, Виктор Павлович
Виктор Павлович Трубицын (24 июля 1945, Москва — 26 января 2009) — советский футболист, полузащитник, советский и белорусский тренер.
Начинал играть в дубле московского «Торпедо» в 1963—1964 годах. В 1965—1971, 1974—1977 во второй лиге первенства СССР в составе «Двины» Витебск провёл 326 матчей, забил 41 гол. В 1976—1977 годах был капитаном команды. В 1973 году сыграл три матча за брестский «Буг», год провёл в СКА Минск в чемпионате Белорусской ССР.
В 1985 году вошёл в составленную болельщиками клуба символическую сборную лучших игроков команды за 25 лет.
В 1977—1991 годах — тренер в СДЮШОР-6 Витебска. С 1991 года — главный тренер витебской команды, называвшейся КИМ. Серебряный (1993) и бронзовый (1994) призёр чемпионата Белоруссии. В 1996—1998 годах — тренер команды, в 1999 по июль 2000 — главный тренер, в 2002 — и. о. главного тренера.
Скончался 26 января 2009 года в возрасте 63 лет после тяжелой болезни.